# Sara Danius
Sara Maria Danius (født 5. april 1962, død 12. oktober 2019) var en svensk forfatter og professor i litteraturvidenskab ved Stockholms universitet. 
Hendes forskning drejede sig om forholdet mellem litteratur og samfund hos forfattere som Gustave Flaubert, Marcel Proust og James Joyce samt marxistisk litteraturkritik.
I 2013 blev hun indvalgt i Svenska Akademien, og i 2015 blev hun udpeget som "ständiga sekreterare" (permanent sekretær). Denne post trådte hun tilbage fra 12. april 2018, hvor hun samtidig meddelte, at hun ikke længere ville deltage i Akademiets arbejde. 26. februar 2019 forlod Danius officielt akademiet.